# 劳斯堡

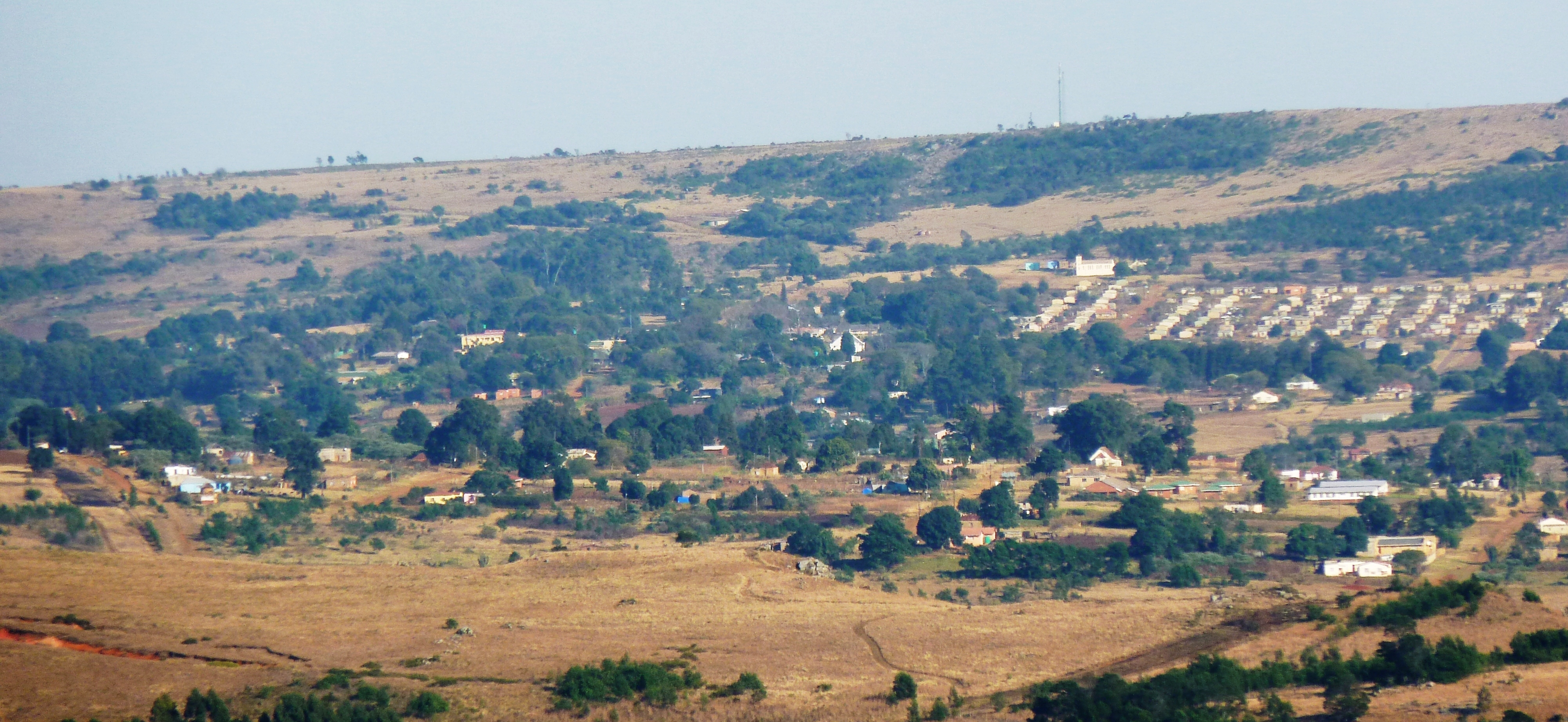
劳斯堡

劳斯堡是南非的城鎮，位於該國東北部，由夸祖魯-納塔爾省負責管轄，距離與斯威士蘭接壤邊境僅10公里，面積4.66平方公里，2001年人口2,562，人口密度每平方公里約550人。

## 外部連結
- Pongola Game Reserve （页面存档备份，存于）